# Austroicetes vulgaris
Austroicetes vulgaris is een rechtvleugelig insect uit de familie veldsprinkhanen (Acrididae). De wetenschappelijke naam van deze soort is voor het eerst geldig gepubliceerd in 1932 door Sjöstedt.
1. ↑  (en) Austroicetes vulgaris op de IUCN Red List of Threatened Species.